# 密松水电站
密松水电站是缅甸伊洛瓦底江干流上一座停建中的水力發電廠和大堤坝。它可以是世界上第15大水力發電廠。由缅甸政府合同商“Asia World”、缅甸电力部、中国电力投资集团承建。水電站啟用後產生的電力的90%將會輸出到中國。
2011年9月30日，缅甸总统吴登盛宣布在他的任期内密松水电站停建。中国外交部发言人对此表示需要对话。2011年10月，缅甸外交部部长U Wunna Maung Lwin访问北京。

## 位置

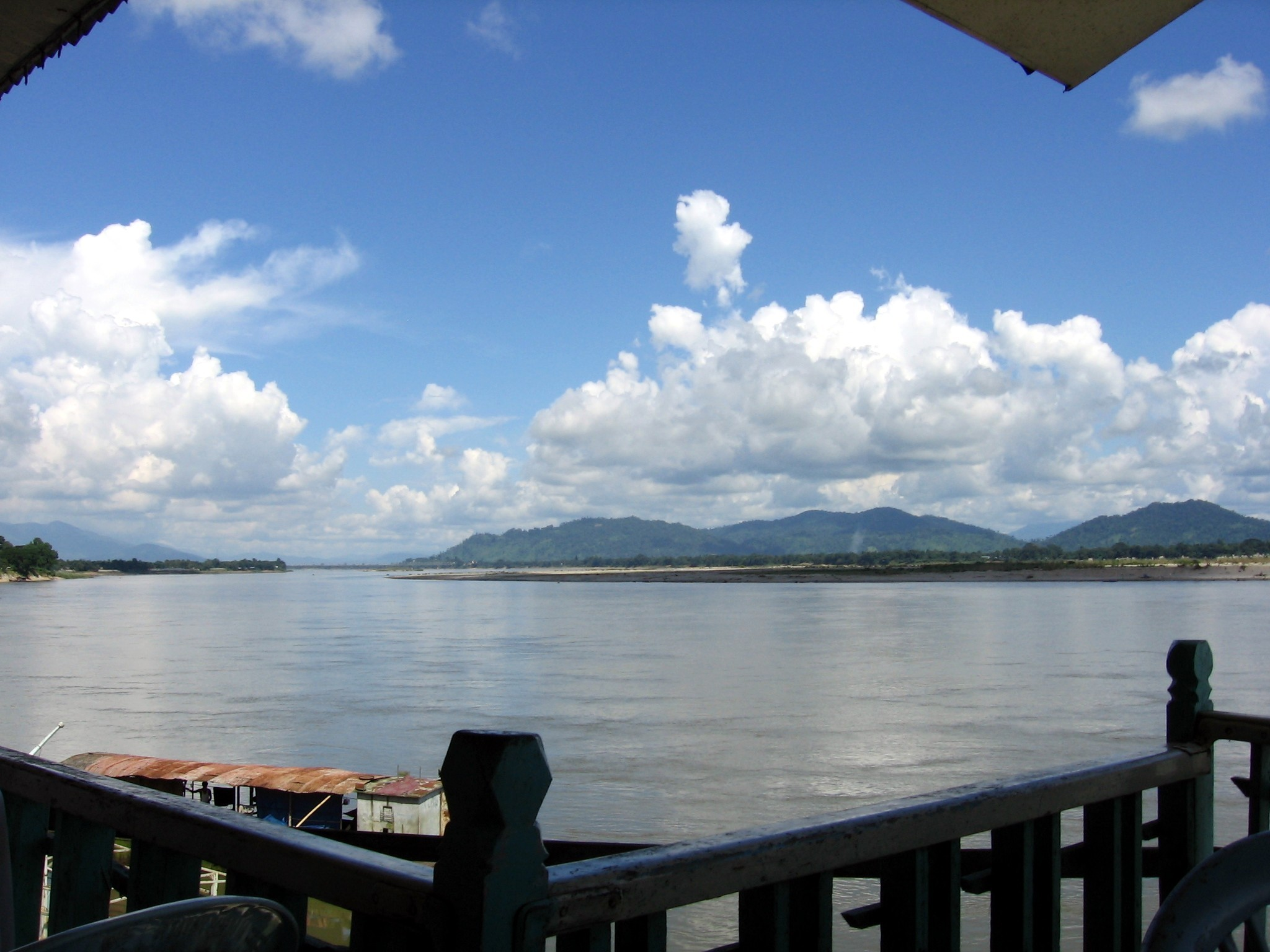
坝址下游密支那的伊洛瓦底江

坝址位于迈立开江与恩梅开江汇合处的下游7千米处，密支那以北37千米处。

## 历史
密松水电站是迈立开江与恩梅开江汇流区水电规划（Confluence Region Hydropower Project）七座大坝之一。七座水电站规划装机容量20000 MW。2001年时，缅甸制订的30年电力发展规划要建设64座水电站、3座燃煤电厂，总装机4000万千瓦。而汇流区水电计划就占了41%的装机容量。
早在1952年缅甸政府就提出开发密松大坝的计划。此后找了欧洲、日本、中国等多个国家的投资者，因资金、电力市场等问题，都不愿投资缅甸。2001年，缅甸电力企业及缅甸农业与灌溉部制订了“伊洛瓦底江密松大坝多用途水利项目”。2003年开始勘测。昆明水电勘测设计院负责踏勘坝址。2006年10月，缅甸政府在第三届中国东盟投资峰会上邀请中国电力投资集团投资开发缅甸的水电，以利用中国的资金和技术。2006年12月，缅甸政府与中国电力投资集团签订理解备忘录，建设600万千瓦的密松水电站与340万千瓦的其培（Chibwe）水电站。
2007年由长江水利勘测设计院实施地质钻探、库区勘测、水电设计。2007年4月，为大坝建设供电的9.9万千瓦的小其培水电站，2011年9月建成。
2009年6月16日，中国电力投资集团与缅甸水电实施部签订备忘录，开发、运营、转交在密松上游的恩梅开江、迈立开江建设水电站。
2009年12月21日，密松水电站舉行正式开工仪式。

## 经济
缅甸政府無償获得10%的发电量与15%的项目股份。此外，缅甸政府还将征收所得税与出口税运营50年后，将完全无偿移交给缅甸政府。在头50年内，缅甸政府将获得170亿美元收入。
对于伊洛瓦底江盆地的7座规划水电站，缅甸政府可获得540亿美元的税收、发电量的免费份额、股份分红。缅甸政府得到的经济收益超过总收益的60%，而投资者不足40%。

## 设计
密松水电站装机容量6000MW相当于三峡水电站的16%。
缅甸电力部长Zaw Min称密松大坝位于里氏8.0级地震震区。

## 发电厂
密松水电站是规划7座水电站中最大的。
密松水电站绝大部分发电量将通过云南电网输送给中国南方电网。

## 社会影响

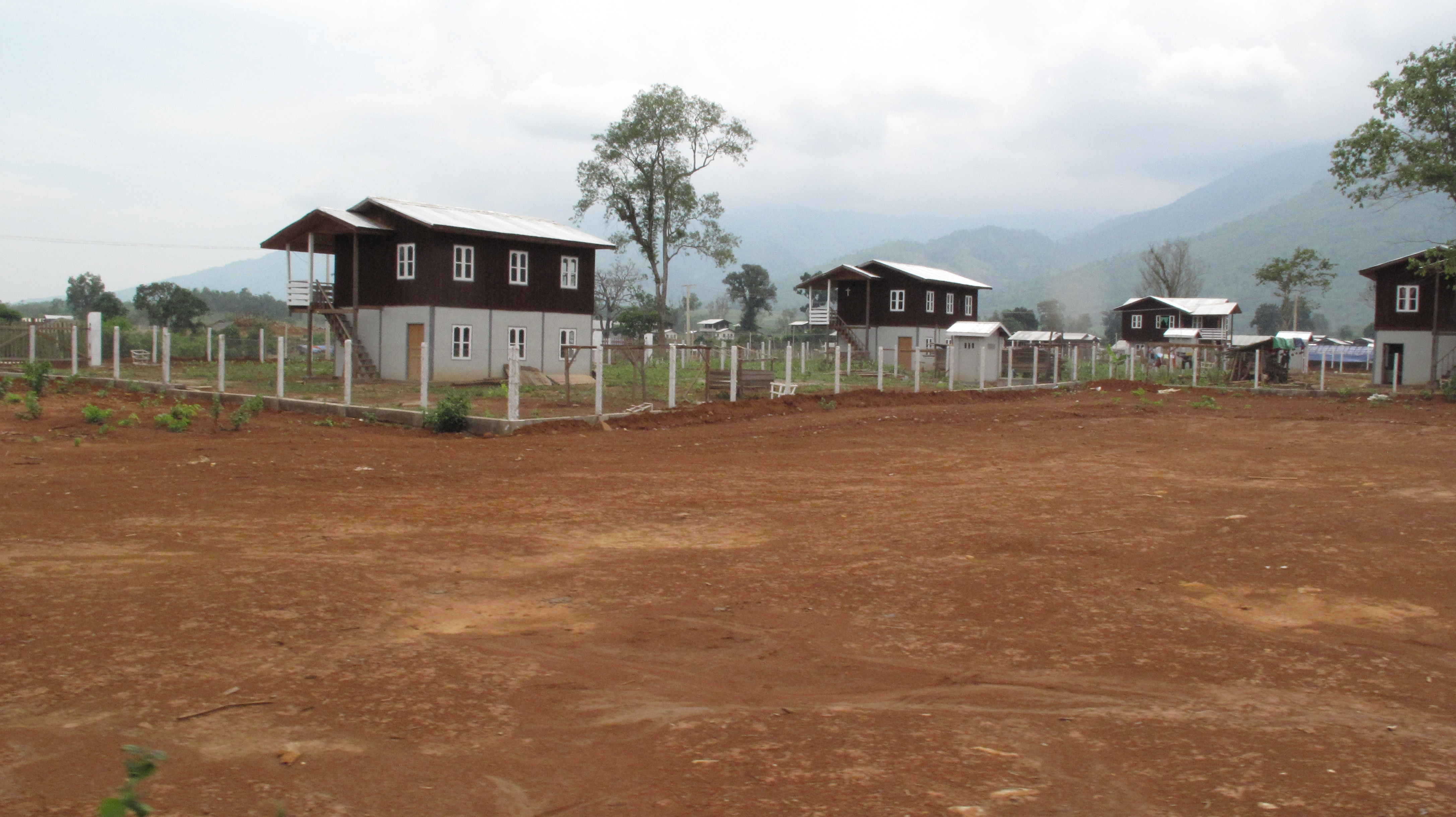
一座库区移民的安置村庄

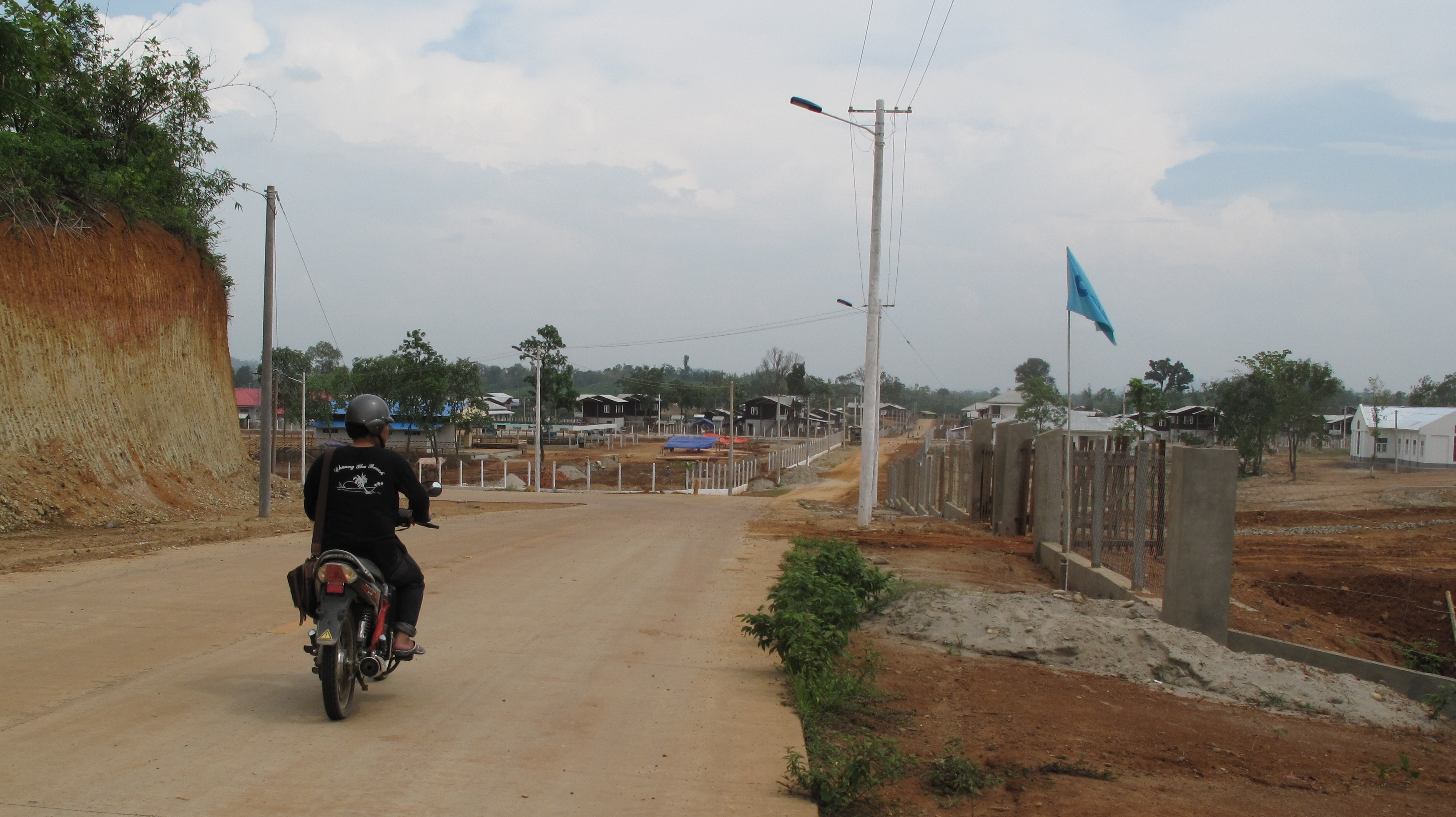
Tang Hpre 村，在搬迁后，通水泥路通电。

密松水库将淹没390 km2（150.6 sq mi），包括47座村庄，搬迁约10 000人，电站坝区移民2146人，树木补偿总估计为41亿缅甸元，安置费用已超过2500万美元。
反对者认为坝址距离Sagaing断层约100 km（62.1 mi），这给大坝下游的伊洛瓦底盆地，特别是密支那的居民，带来了很大的地震溃坝风险。缅甸政府称，大坝设计标准抗御里氏8.0级地震。有缅甸科技人员建议建设两座小型的水电站替代密松水电站。中电投集团总经理陆启洲称密松大坝建设标准能抗9级地震烈度，比汶川大地震震中的紫坪铺水电站高出两个等级。

## 环境影响

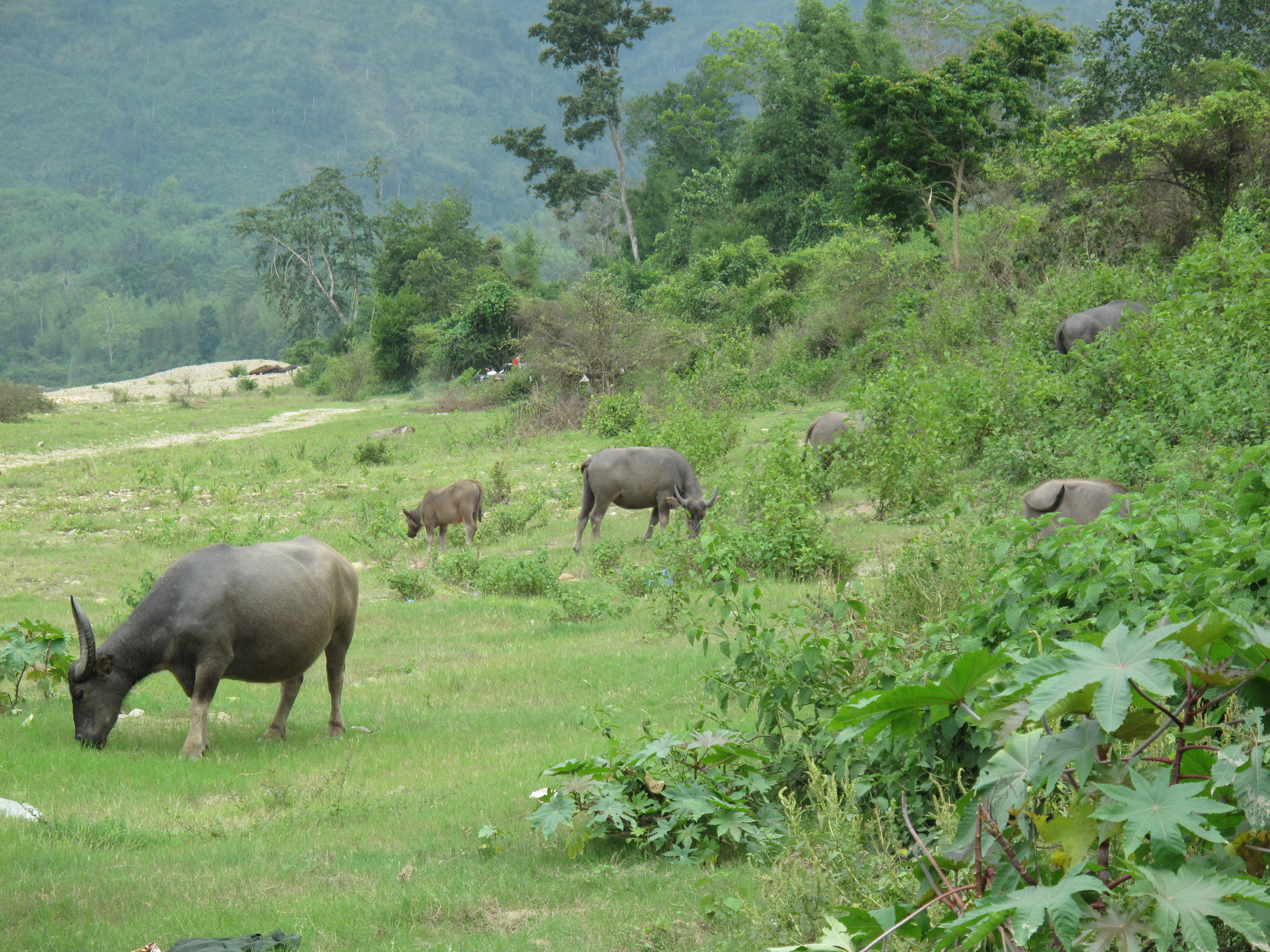
项目区的一些家畜。大坝建成后将淹没此处。

密松大坝与其他规划中的拦江大坝将改变伊洛瓦底江的水流特性，阻止在伊洛瓦底盆地传统的丰饶的洪泛沉积的农业模式。这甚至会影响到最下游伊洛瓦底三角洲。缅甸官方称密松大坝设计已经考虑了库区泥沙沉积，有能力下泄沉积的泥沙。

## 反对
2010年2月，设在英国的克钦民族组织（Kachin National Organization）在英、日、澳洲、美等地的缅甸大使馆抗议兴建密松水电站。维基解密披露的美国外交文件证实，在仰光的美国大使馆资助了一些反对密松水电站的活动团体。
2011年6月，缅甸政府军与克钦独立军爆发武装冲突。

## 项目挂起
2011年9月30日，缅甸总统吴登盛在缅甸国会宣布密松水电站在他的总统任期内停建。这一决定得到了环保倡議者、政治活动家和坝区居民的欢迎，西方国家包括欧盟与美国欢迎吴登盛的决定。
2013年3月，部分因為工程被逼遷的居民曾嘗試遷回原地，但被緬甸陸軍驅趕離開。同月中華人民共和國方面撤出了全部参建单位和设备。此後北京多次嘗試重啟工程。